# 4462 Vaughan
4462 Vaughan è un asteroide della fascia principale. Scoperto nel 1952, presenta un'orbita caratterizzata da un semiasse maggiore pari a 3,0728552 UA e da un'eccentricità di 0,1466209, inclinata di 1,00493° rispetto all'eclittica.